# Jakub Wolny
Jakub Wolny, né le 15 mai 1995 à Bielsko-Biała, est un sauteur à ski polonais.

## Biographie
Licencié au club LKS Klimczok Bystra, Wolny commence sa carrière internationale en 2011.
Il fait ses débuts en Coupe du monde en janvier 2014 à Zakopane.
Aux Championnats du monde junior 2014, il remporte le titre individuel et par équipes avec Klemens Murańka, Krzysztof Biegun et Aleksander Zniszczoł. En septembre 2014, il gagne trois manches dans la Coupe continentale estivale.
En janvier 2016, Wolny marque son premier point en Coupe du monde à Willingen, avec une trentième place.
Lors de l'hiver 2017-2018, il prend part pour la première fois à la Tournée des quatre tremplins, où il réalise son meilleur résultat dans l'élite jusque là avec une quinzième place au concours d'Innsbruck.
Pour entamer la saison 2018-2019, Wolny obtient sa première victoire dans une compétition par équipes dans la Coupe du monde à Wisła. Il parvient à améliorer ses résultats individuels également, enregistrant deux classements dans le top dix en vol à ski à Oberstdorf (6e) et Vikersund (4e).

## Palmarès

### Championnats du monde
| Épreuve / Édition  | Seefeld 2019 |
| Petit tremplin     | -            |
| Grand tremplin     | 40e          |
| Par équipes        | -            |
| Par équipes mixtes | -            |

### Championnats du monde de vol à ski
| Épreuve / Édition | Vikersund 2022 |
| Individuel        | 11e            |
| Par équipes       | 5e             |

### Coupe du monde
- Meilleur classement général : 22e en 2018-2019.
- Meilleure performance individuelle : 4e.
- 5 podiums par équipes : 4 victoires et 1 troisième place.

Palmarès au 28 décembre 2019

#### Classements généraux annuels
| Année     | Rang |
| 2015-2016 | 69e  |
| 2017-2018 | 36e  |
| 2018-2019 | 22e  |
| 2019-2020 | 38e  |
| 2020-2021 | 27e  |
| 2021-2022 | 47e  |

### Championnats du monde junior
- Val di Fiemme 2014 : 
  -  Médaille d'or en individuel.
  -  Médaille d'or par équipes.